# K'inich B'aaknal Chaak
K'inich B'aaknal Chaak (23 dicembre 652 – ...) è stato incoronato nell'anno 688 d.C., l'anno seguente alla sconfitta della sua Toniná da parte della rivale Palenque.
Tutto il suo regno sarà dedicato alla rivincita ed alla vendetta contro K'inich Kan B'ahlam II di Palenque. Nel campo del gioco della palla maya di Toniná sono stati trovati vari testi commemorativi delle vittorie contro vassalli di K'inich Kan B'ahlam II. Le vittorie si rincorrevano e la vittoria era solo una questione di tempo, infatti nel 711 d.C. K'inich B'aaknal Chaak, riuscì a coronare il suo sogno: conquistare Palenque.